# قطعنامه ۱۰۱۹ شورای امنیت
قطعنامه ۱۰۱۹ شورای امنیت سازمان ملل متحد که در تاریخ ۰۹ نوامبر ۱۹۹۵ تصویب شد، سندی بین‌المللی دربارهٔ یوگسلاوی سابق است. این قطعنامه طی نشست ۳۵۹۱ام با ۱۵ رای موافق، ۰ مخالف و ۰ ممتنع تصویب شد.